# Rossend Escolà Cubells
Rossend Escolà Cubells (la Palma d'Ebre, 9 de juliol de 1918 - 15 de juliol de 2013) va ser un pintor català.
Ja des de petit va destacar per l'afició pel dibuix i la pintura. L'any 1930 va començar la seva formació a les Escoles Professionals Salesianes de Sarrià, a Barcelona, i després la va continuar a l'Escola d'Arts i Oficis de la mà de Gaspar Mestre Beltran.
Deixeble del pintor i arqueòleg Joan Baptista Porcar i Ripollés, de Castelló, es va dedicar al començament a pintures i retaules, i es va especialitzar en tècniques de dibuix, pintura i daurats en full d'or.
Després de la Guerra Civil, entre els anys 1939 i 1941, va treballar com a professor d'art i pintura a Barcelona i va començar a dedicar-se a la restauració, especialment de pintura religiosa i altars, fent molts treballs en esglésies de Catalunya i dels País Valencià.

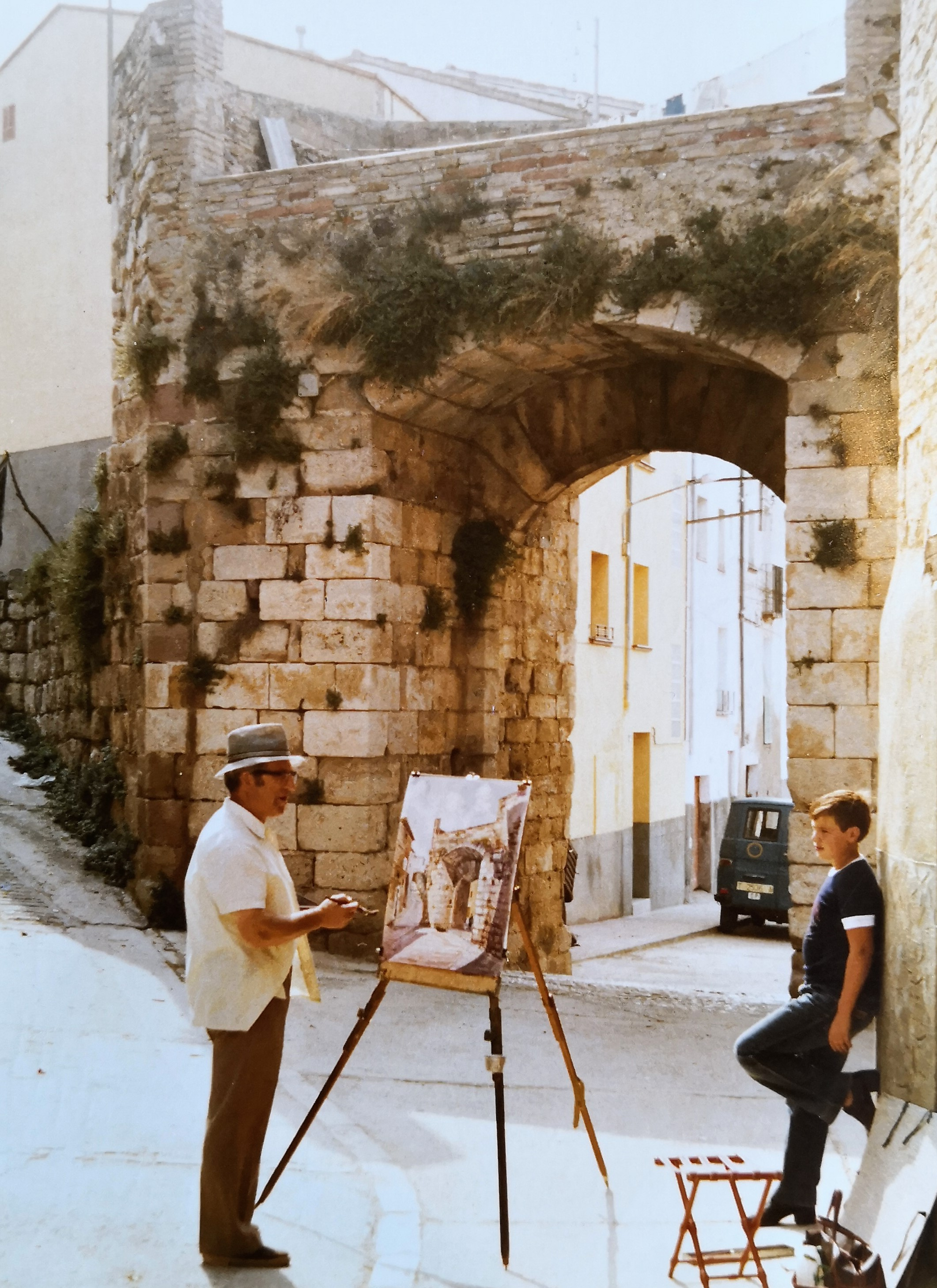
Rossend Escolà pintant a Falset

A partir del 1947 va iniciar el llarg recorregut com a pintor paisatgista, reproduint la bellesa de molts indrets catalans en nombroses obres en aquarel·la, oli, carbó i sanguina, al mateix temps que ampliava la seva obra fent retrats i bodegons, a més de pintura religiosa.
Les seves obres han estat exposades periòdicament des de l'any 1947 en més de 40 exposicions, en llocs com el Balneari de Cardó, Tortosa, Flix, Lleida, Barcelona, Sabadell, Montblanc, Tarragona, Ascó, Falset i Capçanes. Paral·lelament desenvolupava la seva vida artística aprofitant també els viatges que va fer a diferents països com França, Alemanya, Holanda i Itàlia. Des de l'any 1975 era membre de l'Associació Aquarel·listes de Catalunya.
En la seva tasca constant de vetllar per la cultura i el patrimoni històric de la Palma d'Ebre i de la seva comarca, cal destacar la labor en la recuperació de l'església romànica, en la constant conservació del patrimoni a la creació de l'Associació d'Amics de l'Art i la Història de la Palma. És l'autor de nombroses publicacions, com la Guia de la Palma d'Ebre o L'església romànica de la Palma d'Ebre. També fou un dels promotors del Centre d'Estudis de la Ribera d'Ebre (CERE), de la revista local Lo Mussol i de l'Associació Cultural l'Espona de la Palma d'Ebre.
Cal remarcar el reconeixement que sempre va tenir a tota la comarca. Destaca el retrat literari que Xavier Garcia li va fer en el llibre Homenots del sud.
Els últims anys va seguir pintant i va dedicar-se a recollir o ordenar tota la seva obra. Un últim fruit de la seva capacitat creativa va ser l'opuscle dedicat al seu "Mural de la Font Vella", que va veure publicat pocs dies abans de deixar-nos.

## Premis i reconeixements
- Soci d'Honor del Centre d'Estudis de la Ribera d'Ebre (CERE) (2006)
- Sirga d'Or, atorgada pel CERE (2006)
- Fill predilecte de la Palma d'Ebre (2013)